# Ryska påsken
Den så kallade ryska påsken inträffade den 29 mars 2013 i samband med de ryska luftanfallstyrkornas luftstridsövning Ladoga-13. Ett par ryska bombflygplan av modell Tupolev Tu-22M3 (Backfire) eskorterade av fyra jaktplan Suchoj Su-27 (Flanker) flög i angreppsformation mot mål på svenska fastlandet innan de vek av tre-fyra mil från svenskt luftterritorium utanför Gotska sandön och återgick till sina baser.
Den svenska incidentberedskapen, normalt baserad vid Blekinge flygflottilj (F 17), hade inga Gripenplan redo att skicka upp för att bemöta de ryska planen. Enligt en analys från den polska tankesmedjan Ośrodek Studiów Wschodnich ("Centrum för Öststudier") är detta på grund av strukturella brister i det svenska flygvapnet. Senare framkom att Flygvapnet endast hade beredskap 60 timmar i veckan, främst förlagd till normal kontorstid, och enligt Rolf K. Nilsson, tidigare moderat ledamot i riksdagens försvarsutskott, var detta ett politiskt beslut fattat på departementsnivå. Peter Felstead, redaktör på försvarstidskriften Jane's Defence Weekly, beskrev i en intervju med TT det som unikt ur ett internationellt perspektiv att Sverige inte alltid har jaktflyg i incidentberedskap.
Då Sverige inte skickade upp stridsflyg för att möta upp dem så gjorde Nato det, i form av två danska F-16-plan ingående i Baltic Air Policing baserade vid Šiauliai i Litauen. De danska planen hann dock inte fram förrän de ryska planen vänt om igen. Information ska ha vidarebefordrats till Sverige enligt en högt uppsatt befälhavare för Natos stridsledningsflyg AWACS.
Enligt Natos generalsekreterare Jens Stoltenberg var övningen förmodligen ett simulerat kärnvapenangrepp. Målen som Ryssland övade mot var förmodligen Hagshult flygbas samt huvudkontoret för Försvarets radioanstalt på Lovön. Ifall det var ett simulerat kärnvapenangrepp var det i så fall den första offentligt kända sådana övningen riktat mot Sverige sedan kalla krigets slut.
När Svenska Dagbladet avslöjade händelsen en månad senare utbröt en häftig debatt, dels för att Ryssland nu aktivt övade på angrepp mot Sverige men framför allt eftersom den svenska beredskapen varit obefintlig trots att Ladoga-13 annonserats i förväg. Ytterligare en aspekt tillkom när Försvarsmakten polisanmälde publiceringen för att ha skadat svenska säkerhetsintressen. Att någon skada skulle ha uppstått ifrågasattes kraftigt och frågan restes varför rikets säkerhet kräver att folket hålls ovetande när samtliga inblandade länders militära styrkor var väl medvetna om vilka flygplan som fanns i luften och vilka som inte fanns på plats. Justitiekanslern konstaterade att uppgifterna inte haft sådan betydelse att det skulle kunna röra sig om en brottslig handling. Detta föranledde Wiseman att mynta det senare vedertagna begreppet "pinsamt hemlig" för uppgifter som inte uppfyller kraven i sekretesslagstiftningen, men likväl sekretessmärks i syfte att undgå att uppgifter som leder till besvärande frågor och förlorat anseende sprids.
Incidenten har kallats "ryska påsken" som en hänvisning till leken ryska posten och att det inträffade natten mot långfredagen 2013. Konstantin Kosatjev, medlem i utrikeskommittén för Rysslands federala råd, beskrev 2016 händelsen som ett rent medialt påhitt. Den ryska TV-kanalen Zvezda, som drivs av det ryska försvarsministeriet, har visat övningen i ett reportage.